# Stavtrup
Stavtrup - eller Stautrup - er en bydel i det sydvestlige Aarhus. Indtil 1. januar 2011 var byen en selvstændig by i Østjylland, men nu er den vokset sammen med Aarhus. Bydelen havde 3.729 indbyggere pr. 2010. Efter 2010 er dens indbyggertal ikke opgjort særskilt af Danmark Statistik. Ifølge Stavtrup Lokalråd har bydelen nu næsten 6.000 indbyggere. Aarhus Syd Motorvejen adskiller Viby fra Stavtrup, men de to bydele har samme postnummer: 8260 Viby J. Stavtrup ligger 4 km vest for Viby Torv og 8 km sydvest for Aarhus Midtby. Stavtrup hører til Aarhus Kommune og ligger i Region Midtjylland.

## Faciliteter
Stavtrup hørte oprindeligt til Kolt Sogn, men blev i november 1988 overflyttet til Ormslev Sogn. Årsagen var, at Kolt Sogn havde mere end tre gange så mange indbyggere som Ormslev, der var et landsogn med meget lille udvikling, mens der i Kolt var store områder med nye boliger. Tidligere har Kolt Sogn været anneks til Ormslev Sogn, og de to sogne udgjorde tilsammen sognekommunen Ormslev-Kolt indtil kommunalreformen i 1970.
Siden 1970'erne har byen oplevet massiv vækst, hvor mange nye huse er opført, og der er nu to skoler i Stavtrup. Højvangskolen har knapt 750 elever, fordelt på 0.-9. klassetrin. Aarhus Friskole blev startet i 1952 og flyttede ind i nedlagte fabriksbygninger i Stavtrup i 1968. Det er en lille skole med højest 210 elever og en klassekvotient på 20-22. Stavtrup har indviet en ny vuggestue og børnehave til 100 børn 12. september 2014.
Stavtrup er hjemsted for Amatørteatret Stavtrupscenen, der blev startet i 1985 og fik fast tilholdssted i Stavtrup i 1991, hvor scenen blev indrettet i den gamle skole.
I 2011-12 blev centeret i Stavtrup flyttet. Det indeholder nu bl.a. dagligvarebutik, frisør, solcenter og pizzeria. Herudover har Stavtrup kiosk og bodega.

## Historie
Nord for Råhøjvej i byens vestlige ende ligger det middelalderlige voldsted Bådstedgård, der blev fredet i 1969.
I kirkebøgerne har Stavtrup også navneformen Staffterup.

### Stavtrup Stationsby
Stavtrup fik station på Aarhus-Hammel-Thorsø Jernbane (1902-56). Men banen måtte holde sig nede i dalen tæt på Brabrand Sø, så stationen blev placeret 1,6 km nord for landsbyen Stavtrup, der lå oppe på bakken omkring Byvænget. De lokale beboere bidrog derfor ikke meget til stationens trafik, men det gjorde aarhusianerne.
Restaurant Constantia blev opført 75 m fra stationen i 1903 og blev et populært udflugtsmål for aarhusianere. Her kunne holdes selskaber med 200 personer, eller folk kunne tage på udflugt og spise deres madkurv i haven, spille kegler og leje robåd på søen. Der var også koncerter og dans. Fra 1906 til 1915 kunne man sejle over søen til eller fra Brabrand med den lille hjuldamper Vega.
Banen kørte mange særtog til Constantia, eller man satte vogne af på sidesporet i Stavtrup og hentede dem igen med aftentoget. Constantia havde sin storhedstid i 1920'erne, men eksisterede helt til banens lukning, hvorefter der var fabrikation af køkkenskabe og senere tapeter. I 1972 blev bygningen kollektiv, og nu er den restaureret og udstykket i 4 ejerboliger. Boliger blev der ellers ikke bygget mange af i Stavtrup Stationsby: en halv snes huse og en købmandsforretning i de første år efter banens åbning og så et par huse i 1920'erne.
Vest for Bispevej - 300 m fra stationen - lå Bispegården, der oprindeligt tilhørte Øm Kloster. Gården blev under 1. Verdenskrig købt af Aarhus Kommune, som i 1925 oprettede en koloni for asylbørn, der kunne holde ferie her mens byens asyler var lukket. Gården blev stadig drevet som landbrug, så børnene kunne få frisk mælk. Fra starten blev Bispegården brugt af 60 børn, men i 1930'erne kom man op på 300 børn, der dagligt blev kørt frem og tilbage med særtog. Kørslen med asylbørn fortsatte helt til banens lukning, dog i mindre omfang.
Stationsbygningen er bevaret på Bispevej 27 og er nu spejderhus. Hammelbanens tracé er bevaret på en 3 km lang grussti, der fra Bispevej fører mod vest ud forbi Constantinsborg. Sydøst for stationen går den asfalterede Brabrandstien ved siden af banetracéet, men den kommer op på banetracéet og den gamle jernbanebro for at krydse Døde Å.

## Galleri
- Sognegården
- Børnehuset
- Stavtrupscenen
- Bispegården
- Hospice Søholm
- Hammelbanens tracé